# جوس موران
جوس موران (بالإنجليزية: Gussie Moran)‏ مواليد 08 سبتمبر 1923 في سانتا مونيكا، الولايات المتحدة - الوفاة 16 يناير 2013 في لوس أنجلوس، كانت لاعبة كرة مضرب أمريكية بدأت مسيرتها كمحترفة سنة 1950 وكانت تلعب باليد اليمنى، اعتزلت اللعب في 1971.

## روابط خارجية
- جوس موران على موقع IMDb (الإنجليزية)
- جوس موران على موقع أول موفي (الإنجليزية)
- جوس موران على موقع قاعدة بيانات الأفلام السويدية (السويدية)
- جوس موران على موقع كينوبويسك (الروسية)
- جوس موران على موقع رابطة محترفات التنس (الإنجليزية)
- جوس موران على موقع الاتحاد الدولي لكرة المضرب (الإنجليزية)
- جوس موران على موقع خلاصة التنس.كوم (الإنجليزية)